# Orobanche coerulescens
Orobanche coerulescens är en snyltrotsväxtart som beskrevs av Christian Friedrich Stephan. Orobanche coerulescens ingår i släktet snyltrötter, och familjen snyltrotsväxter. Inga underarter finns listade i Catalogue of Life.